# Ketil Bjørnstad
Ketil Bjørnstad (nascido a 25 Abril 1952 em Oslo, Noruega) é um pianista, compositor e escritor norueguês. Tendo tido uma formação inicial como pianista clássico, Bjørnstad descobriu o jazz muito jovem tendo contribuído para o surgimento do jazz europeu.
Como músico tem gravado sob a chancela da editora ECM, mas também publicou cerca de 20 livros (predominantemente romances) e colectâneas de poesia e de ensaios.
Tem colaborado com outros artistas da ECM, incluindo o violoncelista David Darling, o baterista Jon Christensen e o guitarrista Terje Rypdal.

## Carreira como músico
Ketil Bjørnstad teve formação como pianista clássico e estudou com Amalie Christie e Robert Riefling e também em Londres e Paris. Cedo demonstrou grande talento tendo ganho o título de "Mestre de Piano de juventude" em 1966 e 1968. Quando tinha 16 anos fez sua estreia como concertista de piano tocando o terceiro concerto para piano de Béla Bartók.
Posteriormente Bjørnstad dedica-se ao jazz e rock, em estreita cooperação com o guitarrista Terje Rypdal, o baixista Arild Andersen, o baterista Jon Christensen e o violoncelista americano David Darling. Já gravou mais de 50 álbuns, para selos como a Universal, a Kirkelig Kulturverksted e a ECM. Ficou conhecido em especial pela obra Leve Patagonia (1978), em que tocou Cornelis Vreeswijk e Lill Lindfors. A sua música mais famosa é Sommernatt ved fjorden, cantada por Ellen Westberg Andersen. Bjørnstad lançou discos com muitos artistas incluindo Anneli Drecker, Kristin Asbjørnsen, Kari Bremnes, Lill Lindfors, Randi Stene, Lynni Treekrem, Frøydis Armand, o conjunto Stavangerensemblet, Anders Wyller, Per Vollestad e Ole Paus. É conhecido internacionalmente pelas suas gravações na Universal e na ECM, incluindo The Sea, gravação em duo com David Darling e Terje Rypdal, Grace, com Anneli Drecker, Bendik Hofseth e Trilok Gurtu, Floating com o baixista Palle Danielsson e o percussionista Marilyn Mazur, que foi para o topo das listas de jazz na Alemanha, o álbum triplo a solo Rainbow Sessions e The Light com Randi Stene e Lars Anders Land, o que levou a revista Gramophone a comparar as músicas de Bjørnstad às de Leonard Cohen. O seu mais recente álbum pela ECM, Remembrance (2010), vem juntar-se ao seu repertório de trabalhos serenos, meditativos.
Bjørnstad tem trabalhado nos últimos anos com o violoncelista sueco Svante Henryson. Em 2000 escreveu o oratório do milénio Himmel Rand (À beira do céu), com base em textos do poeta Stein Mehren. Escreveu pecas encomendadas por festivais internacionais de jazz. A sua música tem sido usada frequentemente por cineastas, incluindo Ken Loach e Jean-Luc Godard. Como pianista tem tocado por todo o mundo tendo participado nos festivais de jazz de Montreal, Xangai, Taipei, Roma, Nancy, Frankfurt, Leipzig, Londres, Molde e Kongsberg.

## Carreira literária

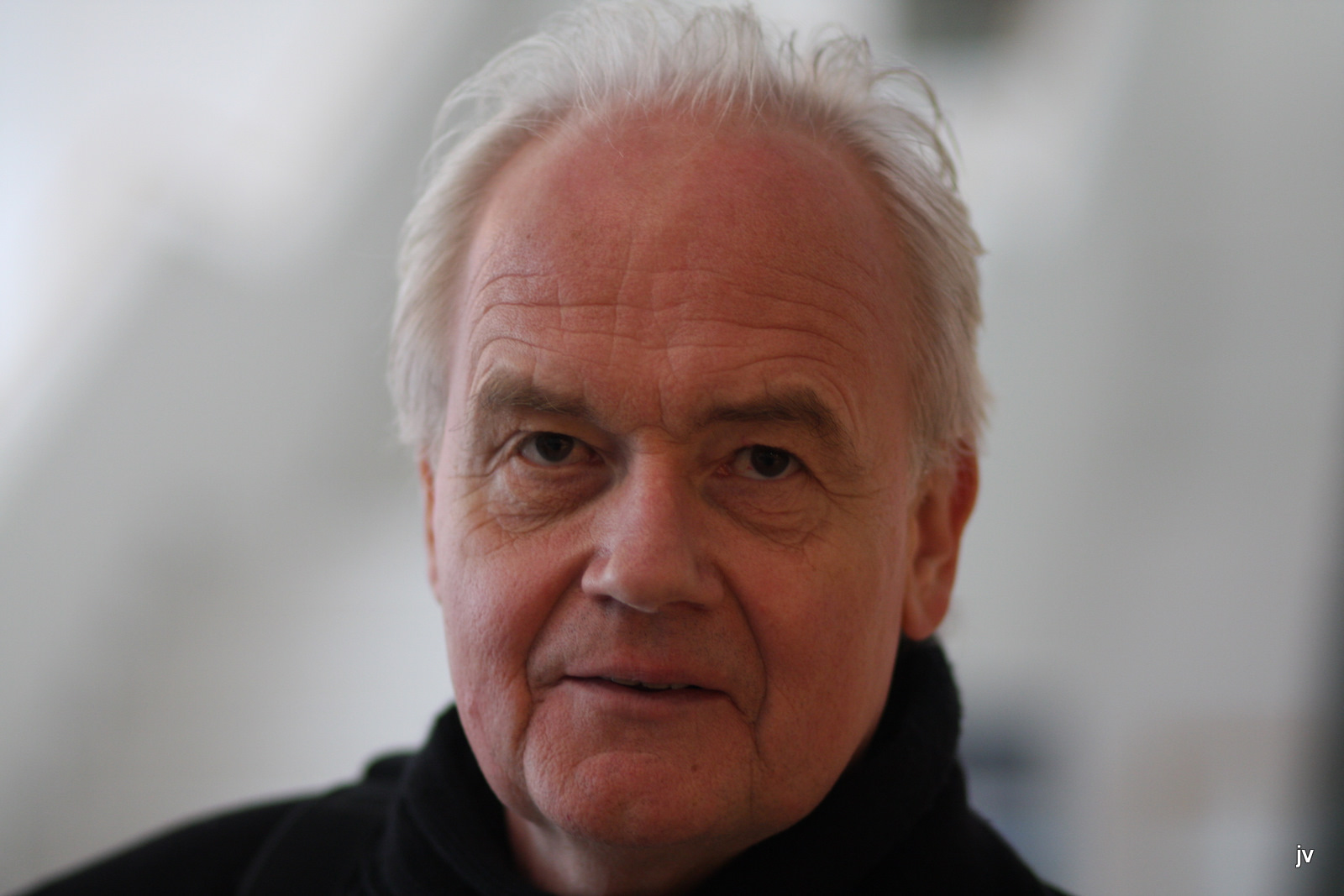
Ketil Bjørnstad em Stavanger, Março 2009

Bjørnstad surgiu como escritor em 1972 com a colectânea de poesia Alone (Sozinho). Publicou cerca de 30 livros ao todo, incluindo poesia, romances e biografias. Entre seus primeiros romances estão Pavane e Bingo-a virtue of Essentials. O seu romance Oda!, que é baseado na vida de Oda Krohg, é considerado como uma obra de referência sobre a vida boémia em Cristiânia (Oslo antes de 1924), a par da biografia de Hans Jaeger. Uma tradução da sua obra biográfica A história de Edvard Munch foi publicada em inglês para coincidir com uma exposição.
Nas suas obras literárias contam-se o aclamado pelos críticos  Villa Europa   e a trilogia  Victor-Alveberg , que consiste nos romances  Drift , Dream of the Sea e Road to Dhaka . Bjørnstad ganhou o prêmio Riksmål em 1998 com Spiritual. No mesmo ano escreveu um livro satírico sobre futebol The journey to Gaul com Ole Paus. De referir também a trilogia millennium composta por Fall, Ludvig Hassel's Tusenårsskiftet (Ludwig Hassel's Millennium) e  Tesman .
Bjørnstad escreveu as novelas psicológicas The Custom Themes e Twilight. A acção da última tem lugar no arquipélago de Tvedestrand onde Bjørnstad viveu nos anos 1970s e 80s. Mais recentemente, Bjørnstad escreveu uma trilogia premiada sobre o jovem pianista Aksel Vinding. Trata-se dos romances The music,The River e Damen i Dalen (The Lady in the Valley).
A descoberta literária de Bjørnstad na Alemanha aconteceu em 2006 com Vindings Spiel (Para a música) publicada pela Suhrkamp/Insel. O influente crítico Elke Heidenreich descreveu o romance como "um livro perfeito" no seu programa Lesen! da ZDF, o qual foi de imediato para a lista de mais vendidos da Der Spiegel. Este livro também foi a revelação literária de Bjørnstad em França tendo sido premiado com o 'Prix des lecteurs' de 2008. To Music foi publicado em inglês em 2009.

## Discografia
| - 1973 Åpning (Philips) - 1974 Berget Det Blå (Philips) - 1975 Tredje Dag (Philips) - 1976 Finnes Du Noensteds Ikveld (Philips) - 1977 Selena (Philips) - 1978 Leve Patagonia (Philips)(editado posteriormente em conjunto de 2 CDs) - 1979 Svart Piano (Philips) - 1980 Tidevann (Philips) - 1982 Engler I Sneen - 1983 Aniara - 1984 Preludes Vol. 1 Uniton Records - 1985 Preludes Vol. 2 Uniton Records - 1987 Pianology - 1988 Karen Mowat-Suite - 1990: The Shadow (KKV), poemas de John Donne, (1562–1626) - 1993: Water Stories (ECM) | - 1995: The Sea (ECM) - 1996: The River (ECM) - 1998: The Sea II (Grappa/ECM) - 2000: Epigraphs (ECM) - 2001: Grace (Emarcy), poemas de John Donne, 1562–1626 - 2003: The Nest (Emarcy), poemas de Hart Crane, 1899–1932 - 2004: Seafarer's Song (Universal Jazz) - 2006: Floating (Emarcy) - 2008: Life in Leipzig (ECM), com Terje Rypdal - 2009: Remembrance (ECM) - 2011: Night Song (ECM) - 2013: La Notte (ECM) - 2014: Sunrise - A cantata on texts by Edvard Munch (ECM) - 2014: A passion for John Donne (ECM) |